# Acústica
|  | Per a altres significats, vegeu «Acústica (desambiguació)». |

Roda de l'acústica de Lindsay, que mostra camps dins l'acústica

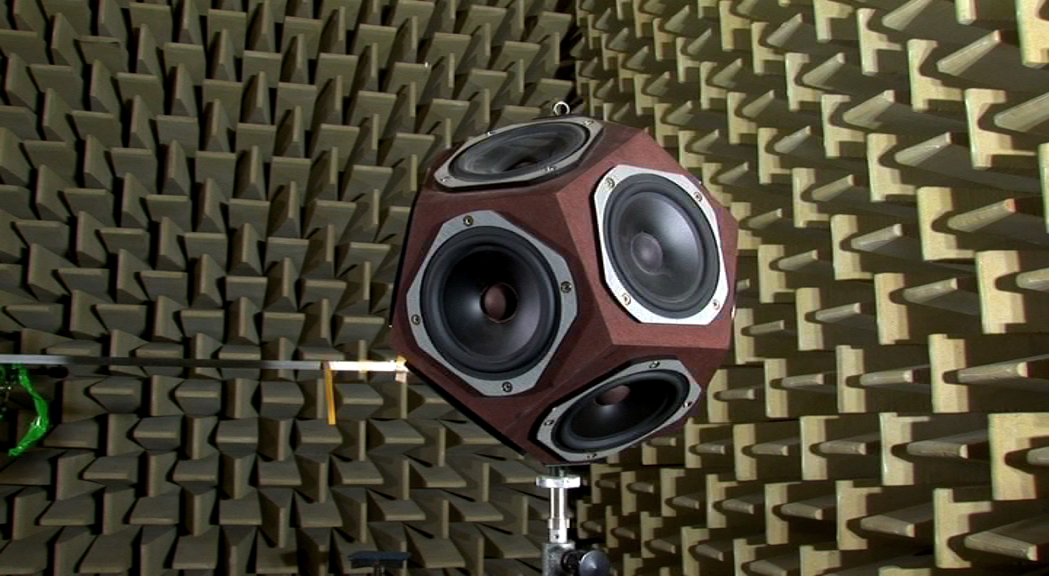
Font de so omnidireccional en una cambra anecoica.

L’acústica és una branca de la física que s'ocupa de l'estudi de les ones mecàniques dels gasos, líquids i sòlids, inclosos temes com la vibració, el so, els ultrasons i els infrasons, que es propaguen a través de la matèria (tant sòlida com líquida o gasosa) (no es propaguen en el buit) per mitjà de models físics i matemàtics.. Un científic que treballa en el camp de l'acústica és un acústic teòric, mentre que algú que treballa en el camp de la tecnologia acústica es pot anomenar enginyer acústic.
L'enginyeria acústica és la branca de l'enginyeria que tracta de les aplicacions tecnològiques de l'acústica. L’aplicació de l’acústica és present en gairebé tots els aspectes de la societat moderna, essent el més evident la indústria del control de l’àudio i el soroll. A efectes pràctics, l'acústica estudia la producció, transmissió, emmagatzematge, percepció o reproducció del so.
L’audició és un dels mitjans de supervivència més crucials al món animal i la parla és una de les característiques més distintives del desenvolupament i la cultura humana. En conseqüència, la ciència de l’acústica s'estén per moltes facetes de la societat humana: música, medicina, arquitectura, producció industrial, guerra i molt més. De la mateixa manera, les espècies animals com els ocells cantadors i les granotes utilitzen el so i l’oïda com a element clau dels rituals d’aparellament o del marcatge de territoris. L’art, l’ofici, la ciència i la tecnologia s'han provocat mútuament per avançar en el conjunt, com en molts altres camps del coneixement. La "Roda de l'acústica" de Robert Bruce Lindsay és una visió general ben acceptada dels diversos camps de l'acústica.

## Història

### Etimologia
La paraula "acústica" deriva de la paraula grega ἀκουστικός (akoustikos), que significa "o per escoltar, a punt per escoltar" i la de ἀκουστός (akoustos), "escoltat, audible", que al seu torn deriva del verb ἀκούω (akouo), "escolto".
El sinònim llatí és "sonic", després del qual el terme sonic era un sinònim d'acústica i més tard una branca de l'acústica. Les freqüències superiors i inferiors a l'interval audible es denominen " ultrasons " i " infrasònics ", respectivament.

### Primers treballs

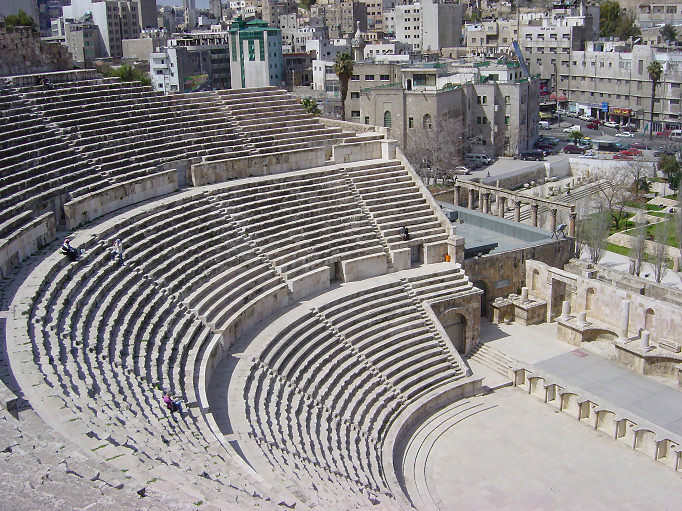
Els principis d’acústica s'han aplicat des de temps remots: un teatre romà a la ciutat d’ Amman

L'acústica té el seu origen en l'antiga Grècia i Roma, entre els segles VI aC i I dC Va començar amb la música, que es practicava com a art des de feia milers d'anys, però no havia estat estudiada de manera científica fins que Pitàgores es va interessar per la naturalesa dels intervals musicals. Volia saber per què alguns intervals sonaven més bells que altres, i va arribar a respostes en forma de proporcions numèriques.
Aristòtil (384-322 aC) va entendre que el so consistia en compressions i rarefaccions d'aire que "cau sobre i colpeja l'aire que hi ha al costat..", una molt bona expressió de la naturalesa de l'ona moviment. On Things Heard, generalment atribuït a Strato de Lampsacus, afirma que el to està relacionat amb la freqüència de vibracions de l'aire i amb la velocitat del so.

Sobretons d'una corda vibratòria. Pitàgores va ser el primer a documentar l'estudi d'aquest fenomen.

Cap al 20 aC, l'arquitecte i enginyer romà Vitruvi va escriure un tractat sobre les propietats acústiques dels teatres que incloïa debats sobre interferències, ecos i reverberació, els inicis de l'acústica arquitectònica. Al llibre V del seu De architectura (Els deu llibres d’arquitectura) Vitruvi descriu el so com una ona comparable a una ona d’aigua estesa a tres dimensions, que, en ser interrompuda per obstruccions, fluiria cap enrere i es trencaria després de les ones. Va descriure els seients ascendents dels teatres antics com a dissenyats per evitar aquest deteriorament del so i també va recomanar que es col·loquessin vasos de bronze de mides adequades als teatres per ressonar amb el quart, el cinquè i així successivament, fins a la doble octava, per tal de ressonar amb les notes més desitjables i harmonioses.
Durant l'època daurada islàmica, es creu que Abū Rayhān al-Bīrūnī (973-1048) postula que la velocitat del so era molt més lenta que la velocitat de la llum.
La comprensió física dels processos acústics va avançar ràpidament durant i després de la Revolució Científica. Principalment Galileo Galilei (1564–1642), però també Marin Mersenne (1588–1648), van descobrir independentment les lleis completes de les cordes vibrants (completant allò que Pitàgores i Pitagòrics havien començat 2000 anys abans). Galileu va escriure "Les ones són produïdes per les vibracions d'un cos sonor, que s'estenen per l'aire, portant al timpà de l'oïda un estímul que la ment interpreta com a so", una afirmació notable que apunta als inicis de l'acústica fisiològica i psicològica.. Entre 1630 i 1680 es van dur a terme amb èxit mesures mèdiques de la velocitat del so a l’aire per part d’investigadors, destacats Mersenne. Mentrestant, Newton (1642-1727) va derivar la relació de la velocitat d'ona en sòlids, una pedra angular de l'acústica física (Principia, 1687).
Entre 1630 i 1680 es van realitzar mesuraments experimentals de la velocitat del so en l'aire per una sèrie d'investigadors, destacant d'entre ells Mersenne. Mentrestant, Newton (1642-1727) va obtenir la fórmula per a la velocitat d'ona en sòlids, un dels pilars de la física acústica (Principia, 1687).

### De la Il·lustració en endavant
Durant el segle xviii, hi va haver grans avanços en acústica a les mans dels grans matemàtics de l'era, que van aplicar noves tècniques de càlcul a l'elaboració de la teoria de la propagació de les ones. Euler (1707–1783), Lagrange (1736–1813) i d'Alembert (1717–1783) van fer un progrés substancial en acústica, basat en conceptes físics i matemàtics més ferms. Durant aquesta era, la física del continu o teoria de camps va començar a rebre una estructura matemàtica definida. L'equació d'ones va sorgir en diversos contextos, inclosa la propagació del so a l'aire.
Al segle xix, les principals figures de l’acústica matemàtica van ser Helmholtz a Alemanya, que va consolidar el camp de l’acústica fisiològica, i Lord Rayleigh a Anglaterra, que va combinar els coneixements previs amb les seves pròpies copioses aportacions al camp en la seva monumental obra The Theory of Sound (1877). També al segle xix, Wheatstone, Ohm i Henry van desenvolupar l'analogia entre electricitat i acústica.
El segle xx va veure créixer les aplicacions tecnològiques del gran coneixement científic que aleshores hi havia al seu lloc. La primera aplicació d'aquest tipus va ser el treball innovador de Sabine en acústica arquitectònica, i en van seguir moltes altres. L'acústica submarina es va utilitzar per detectar submarins a la primera guerra mundial. La gravació de so i el telèfon van tenir un paper important en una transformació global de la societat. La mesura i l'anàlisi del so van assolir nous nivells de precisió i sofisticació mitjançant l'ús de l'electrònica i la informàtica. El rang de freqüències d'ultrasons permetia nous tipus d'aplicacions en medicina i indústria. Es van inventar i fer servir nous tipus de transductors (generadors i receptors d’energia acústica).

## Branques
A efectes pràctics l'acústica estudia la producció, transmissió, emmagatzematge, percepció o reproducció del so. Aquestes subdisciplines són una llista lleugerament modificada de la codificació PACS (Physics and Astronomy Classification Scheme) que utilitza la Acoustical Society of America.
- L’arqueoacústica, studi sistemàtic d'efectes acústics a jaciments arqueològics, també coneguda com a arqueologia del so, és una de les úniques maneres d’experimentar el passat amb sentits diferents dels nostres ulls.[17] L’arqueoacústica s'estudia provant les propietats acústiques dels jaciments prehistòrics, incloses les coves. Iegor Rezkinoff, un arqueòleg de so, estudia les propietats acústiques de les coves a través de sons naturals com el tararit i el xiulet.[18] Les teories arqueològiques de l’acústica se centren en finalitats ritualistes i també en una forma d’ecolocalització a les coves. En arqueologia, els sons acústics i els rituals es correlacionen directament ja que els sons específics pretenien apropar els participants al ritual al despertar espiritual.[17] També es poden dibuixar paral·lels entre les pintures murals de les coves i les propietats acústiques de la cova; tots dos són dinàmics.[18] Com que l’arqueoacústica és un tema arqueològic bastant nou, el so acústic encara s'està provant en aquests jaciments prehistòrics.
- L’aeroacústica és l'estudi del soroll generat pel moviment de l’aire, per exemple mitjançant la turbulència, i el moviment del so a través de l’aire fluid. Aquest coneixement s'aplica a l'enginyeria acústica per estudiar com calmar els avions. L’aeroacústica és important per entendre el funcionament dels instruments musicals de vent.[19]
- Acústica física: anàlisi dels fenòmens sonors mitjançant models físics i matemàtics.
- Acústica arquitectònica o Arquitectura acústica: té a veure tant amb disseny de les propietats acústiques d'un local a l'efecte de fidelitat de l'escolta (sales de concerts, teatres, etc.) com de les formes efectives d'aïllar del soroll els locals habitats.
- Psicoacústica: estudia la percepció del so en humans, la capacitat per a localitzar espacialment la font, la qualitat observada dels mètodes de compressió d'àudio, etcètera.
- Bioacústica: estudi de l'audició animal (ratapinyades, gossos, dofins, etc.)
- Acústica ambiental: estudi del so en exteriors, el soroll ambiental i els seus efectes en les persones i la natura, estudi de fonts de soroll com el trànsit de vehicles, soroll generat per trens i avions, establiments industrials, tallers, locals d'oci i el soroll produït pel veïnat (la contaminació auditiva).
- Acústica subaquàtica: relacionada sobretot amb la detecció d'objectes mitjançant el so; sonar.
- Acústica musical: estudi de la producció de so en els instruments musicals, i dels sistemes d'afinació de l'escala.
- Electroacústica: estudia el tractament electrònic del so, incloent-hi la captació (micròfons i estudis d'enregistrament), processament (efectes, filtratge, comprensió, etc.) amplificació, enregistrament, producció (altaveus), etc.
- Acústica fisiològica: estudi del funcionament de l'aparell auditiu, des de l'orella a l'escorça cerebral.
- Acústica fonètica: anàlisi de les característiques acústiques de la parla i les seves aplicacions.
- Macroacústica: estudi dels sons extremadament intensos, com el de les explosions, turboreactors, entre d'altres.